# Salbengehren
Koordinaten: 48° 55′ 33″ N, 9° 36′ 28″ O
Salbengehren ist eine abgegangene Einzelsiedlung und ein Flurname auf der Gemarkung der Gemeinde Kaisersbach im baden-württembergischen Rems-Murr-Kreis. Über die Geschichte Salbengehrens haben sich nicht viele Nachrichten erhalten. 1951 wurde auf dem Gelände der Wüstung das Jugendzeltlager Salbengehren gegründet, welches von dem Verein Freizeitstätte am Ebnisee e.V. betrieben wird.

## Lage

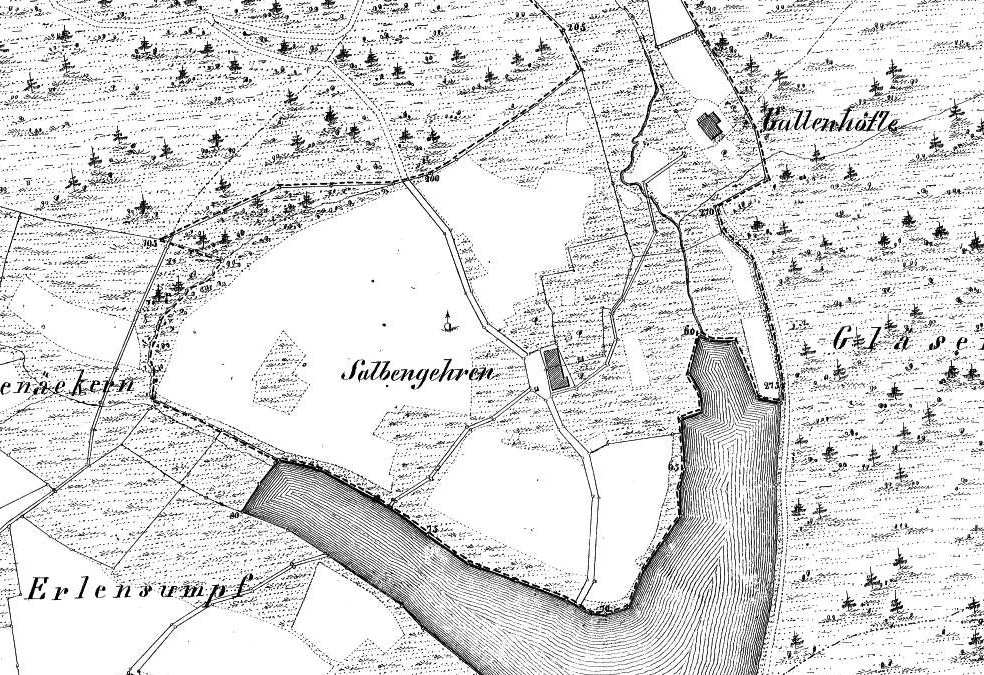
Salbengehren auf der Urflurkarte, Württembergische Landesvermessung (1831)

Die Siedlung lag auf etwa 500 m ü. NHN auf dem Sporn zwischen der damaligen nördlichen Einlaufbucht der Wieslauf und der nordwestlichen des Salbengehrenbachs über dem heutigen Nordufer des Ebnisees. Die nächsten Orte sind das Gallenhöfle im Nordosten und der Wiesensteighof im Südwesten.

## Geschichte
In der Beschreibung des Oberamts Welzheim wird Salbengehren im Jahre 1845 als ein kleineres, neueres Forstgut bezeichnet, das alle seine Verhältnisse stets mit dem benachbarten Rotenmad geteilt habe. Nach Lutz Reichardt bedeutet der ungewöhnliche Ortsname Salbengehren so viel wie „keilförmige Wiese, auf der Salbei wuchs“. Der ohne Zweifel viel ältere Flurname wurde im 18. Jahrhundert auf den Hof übertragen, der 1735 in einem Urbar als Salbengehrnhöfflen erwähnt wird. 1845 war Salbengehren ein Hof mit 19 Einwohnern, welche alle evangelischer Konfession waren. Im Jahre 1894 war Salbengehren nicht mehr bewohnt und erschien nur noch als Flurname.

### Einwohnerentwicklung
- 1810: 7 Einwohner[4]
- 1828: 12 Einwohner[5]
- 1845: 19 Einwohner
- 1866: 12 Einwohner[6]
- 1894: 0 Einwohner[7]
- 1906: 0 Einwohner